# 耶格高原
82°36′S 52°30′W / 82.600°S 52.500°W
耶格高原（英語：Jaeger Table）是南極洲的高原，位於伊莉莎白女王地，屬於彭薩科拉山脈中杜費克山的一部分，最高點是海拔高度2,030米的伍斯特峰，美國地質調查局根據測量和該國海軍的空中照片繪入地圖，現時由南極條約體系管理。